# Натан Гасама
Натан Гасама (на френски: Nathan Gassama) е френски футболист, който играе на поста централен защитник. Състезател на Славия.

## Кариера
Гасама е бивш играч на вторите отбори на Нант и Троа и на първия отбор на Шоле.
На 7 януари 2023 г. Натан е обявен за ново попълнение на Славия. Дебютира на 13 февруари при победата с 2:0 като домакин на Пирин (Благоевград).